# Distretto di Muzrabod
Il distretto di Muzrabod (usbeco Muzrabot) è uno dei 14 distretti della Regione di Surxondaryo, in Uzbekistan. Si trova, come il distretto di Termiz, nella parte più meridionale della regione; lungo tutto il suo confine sud scorre il fiume Amudarya che lo separa dall'Afghanistan. Il capoluogo è Khalkobod.